# 磯永吉
磯永吉（1886年11月23日—1972年1月21日），本籍日本廣島縣福山市。台北帝國大學（今國立臺灣大學）教授，農業家。
1925年，他和末永仁將臺灣的在來米成功改良成蓬萊米，讓臺灣農民大幅增加收益，因而被尊為「蓬萊米之父」。

## 生平

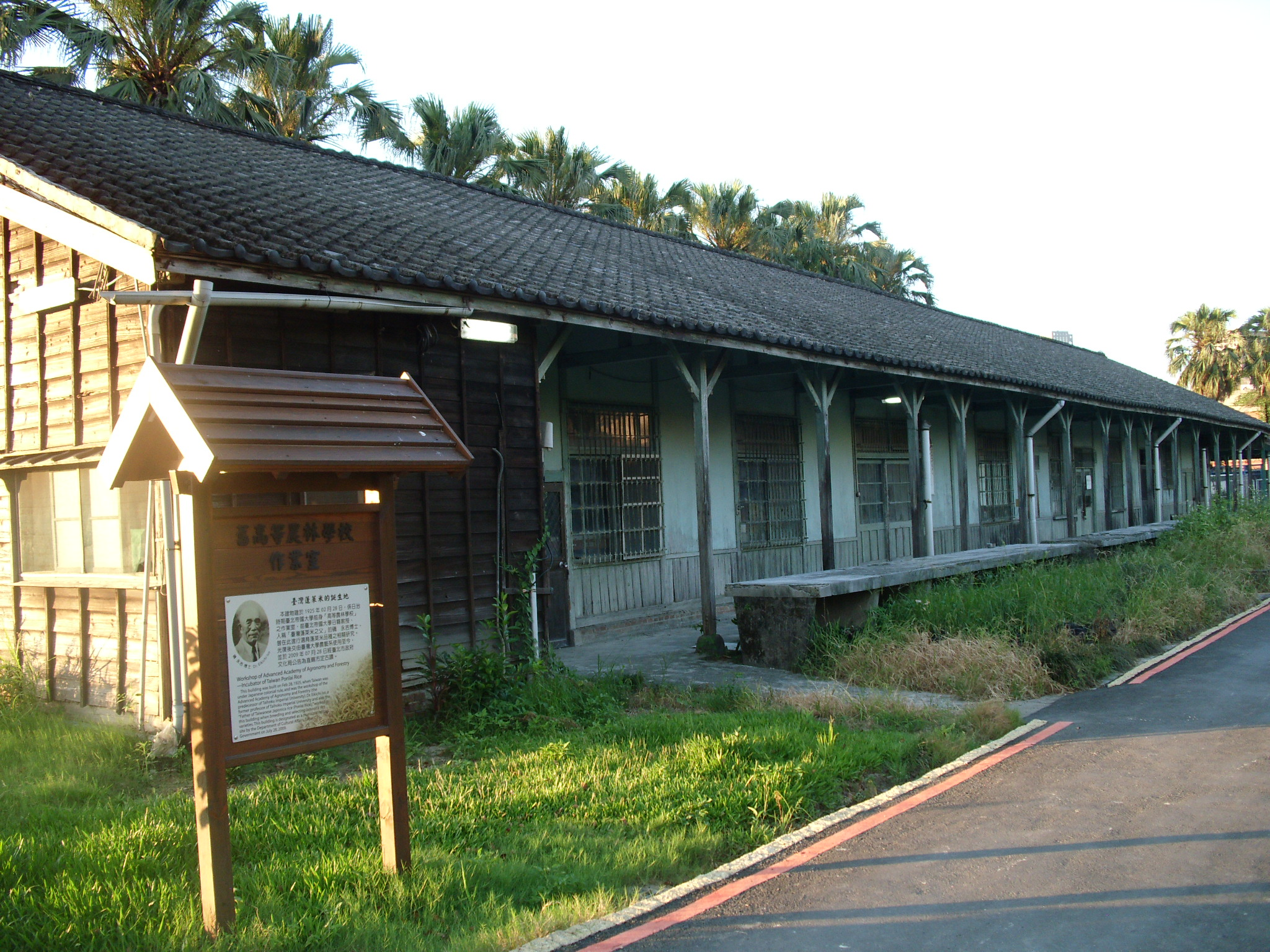
舊高等農林學校作業室，蓬萊米誕生之地（磯永吉紀念室）。

1886年11月23日生於廣島縣深安郡（今福山市）。1911年畢業於北海道札幌市的東北帝國大學農科分校（今北海道大學）農業科系。1912年前往臺灣，任職於台灣總督府農業試驗場，擔任技手工作。
1913年，與時任台北廳農務主任的平澤龜一郎發現大屯山山麓火山堰塞湖盆地的竹子湖，此發現促成後來在此開啟日本稻與台灣蓬萊米的種植、採種與推廣的試驗。
1914年升任技師。在台中州農事試驗場（當時仍由台北高等農林學校主持），擔任米質改良農務技師，指導及監督台中州內的農業。任內指導末永仁(すえながめぐむ、1885-1939)進行臺灣在來稻與日本稻改良的研究。其後末永仁於1924年為了克服稻熱病進行了「龜治」與「神力」的雜交，1929年選出「臺中65號」，開啟了臺灣蓬萊米的新時代。
1919年赴歐美各地研究。1921年任臺灣總督府中央研究所農業部種藝科長兼殖產局農務課技師。1927年獲聘為臺灣總督府臺北高等農林學校講師。1928年再度赴歐美各地研究。1928年轉任台北帝國大學農業科系，以「臺湾稲の育種学的研究」獲博士學位，其研究成果直接導致當時之在來米產量提升，同時促成後來的蓬萊米育種獲得成功，並以此研究報告獲頒1932年日本農學會農學賞。
1930年升任臺北帝大理農學部熱帶農學第三講座（作物學）教授兼大學附屬農場長，至1934年為止。1937年至1939年再度擔任臺北帝國大學附屬農場場長。1942年轉任台灣總督府農業試驗所所長兼臺北帝國大學教授。
1945年中日戰爭結束後，留任臺灣大學農藝系教授與臺灣省政府農林廳技術顧問，他是少數留台的日本人。
1954年完成其畢生代表作《亞熱帶地區水稻與輪作物》(Rice and Crops in its Rotation in Subtropical Zones)一書，並以〈亞熱帶稻育種之研究〉（『亜熱帯における稲の育種に関する研究』）之題目獲頒1961年日本學士院賞。
1957年6月28日，以71歲高齡退休；同年7月29日下午二時半至五時，農業界人士假臺北市中山堂光復廳舉辦歡送會，中日文化經濟協會、全省各級農會、林產管理局、雲林縣長林金生、在台學生代表等致送紀念品，包括錦旗、簽名冊、鏡框等富有紀念性之物。 臺灣省政府為感謝他對臺灣農業無可替代的貢獻，由台灣省議會動議每年寄送蓬萊米一千兩百公斤到日本芝浦，直到過世為止。1957年8月14日，獲臺灣省主席嚴家淦頒贈景星勳章乙座。磯永吉為感謝台灣省政府所給予之優遇，8月14日亦贈新台幣二萬元，以每年之利息半充臺灣省政府農林廳稻作多收競賽第一名優勝者副獎，半充台大及台中農學院農藝系優秀學生獎學金。8月28日下午四時，偕同夫人搭乘民航公司班機飛返日本。
歸國後定居山口縣防府市，以山口縣專門委員身分指導山口縣農業實驗場的研究者；並從1958年起擔任山口大學的熱帶農學論課程。1972年1月21日逝世於岡山縣，享年85歲。
2003年，在磯永吉小屋發現磯永吉親筆手稿與文物，還有兩百多件的古典農學儀器，更正台灣稻米發展史的錯誤訊息；過去普遍認為蓬萊米台中65號育成者是磯永吉，但從文獻上證實育成者是「台灣蓬萊米之母」稱號的末永仁。

## 紀念
2009年7月28日，磯永吉在台北帝國大學時期的研究室，被臺北市政府指定為直轄市定古蹟，並經臺灣大學農藝學系修繕整備，命名為磯小屋，自2012年3月起定期限定開放內部參觀。
2012年3月10日，奇美集團總裁許文龍致贈磯永吉與助手末永仁的胸像予臺灣大學。

## 相關項目
- 大渡忠太郎
- 山本由松
- 川上瀧彌
- 工藤祐舜
- 正宗嚴敬
- 田中長三郎
- 田代安定
- 早田文藏
- 韓爾禮
- 佐佐木舜一
- 牧野富太郎
- 金平亮三
- 島田彌市

## 腳注
1. ↑  .   [2012-11-27]. （原始内容存档于2015-06-26）.
2. ↑   (PDF).   [2012-11-27]. （原始内容存档 (PDF)于2016-03-04）.
3. 1 2  . 聯合報. 1957-07-30: 2版.
4. ↑  黃富三; 徐年生、黃冠勳、曾肖儒.  (PDF). 國立臺灣大學生物資源暨農學院附設農業試驗場. 2008-11: 93  [2012-11-27]. ISBN 978-986-01-5585-3. （原始内容存档 (PDF)于2015-06-26）.
5. ↑  . 聯合報. 1958-02-01: 03版.
6. ↑  . 攝影新聞. 1957-08-15 （中文（臺灣））.
7. ↑  . 聯合報. 1957-08-15: 02版.
8. ↑  . 聯合報. 1957-08-29: 03版.
9. ↑  藤原辰史『稲の大東亜共栄圏 帝国日本の〈緑の革命〉』（吉川弘文館歴史文化ライブラリー、2012年） ISBN 978-4-642-05752-3　磯永吉と政治　135~136頁
10. ↑  . 蘋果日報. 2013-11-30  [2013-12-01]. （原始内容存档于2013-12-04） （中文（臺灣））.
11. ↑  . 中國時報. 2012-07-20.[永久]
12. ↑  . 產經新聞. 2012年3月8日. （原始内容存档于2012年5月2日） （日语）.

## 外部連結
- 磯永吉小屋 舊高等農林學校作業室 （页面存档备份，存于） 臺灣大學農藝學系網站